# Le Caveau de famille
Le Caveau de famille (titre original en suédois : Familjegraven) est un roman suédois de Katarina Mazetti publié en 2005 en Suède et paru en français le 2 mars 2011 chez Gaïa Éditions. Il s'agit de la suite immédiate du précédent roman, Le Mec de la tombe d'à côté.

## Résumé
À la suite d'une résolution un peu extravagante, Désirée Wallin et Benny Söderström — elle bibliothécaire, lui agriculteur — décident d'avoir un enfant. Les premiers essais n'étant pas très concluants, ils décident d'essayer encore, se donnant à nouveau trois tentatives. C'est lorsqu'ils n'y croient plus vraiment que Désirée finit par annoncer à Benny qu'elle est enceinte. Commence alors une nouvelle histoire, autour de ce petit enfant qui va naitre, déjà tant aimé de ses parents. Ils vont devoir accorder leurs quotidiens, ce qui n'est pas chose facile avec leurs caractères et leurs goûts différents en tous points. Mais Désirée va faire un effort, pour apprendre à vivre à la ferme avec Benny, elle va laisser son travail de bibliothécaire de côté pendant sa grossesse pour vivre le quotidien de Benny parmi les vaches et la dure vie de la ferme. Elle va mettre ses préjugés de côté pour apprendre à connaitre ses voisins et les gens du village. Finalement, ils auront deux autres enfants.

## Accueil critique
Pour le magazine Elle, il s'agit d'un roman « pétillant et jubilatoire », qui « se lit comme un thriller » pour Ouest France.

## Éditions en français
Éditions imprimées
- Gaïa Éditions, 2011  (ISBN 978-2847201925).
- Actes Sud, collection Babel, 2012  (ISBN 978-2330013011).

Livre audio
Le Caveau de famille, Paris, Audiolib, 2011 (ISBN 978-2-35641-416-8, BNF 42554543)